# 메추라기류

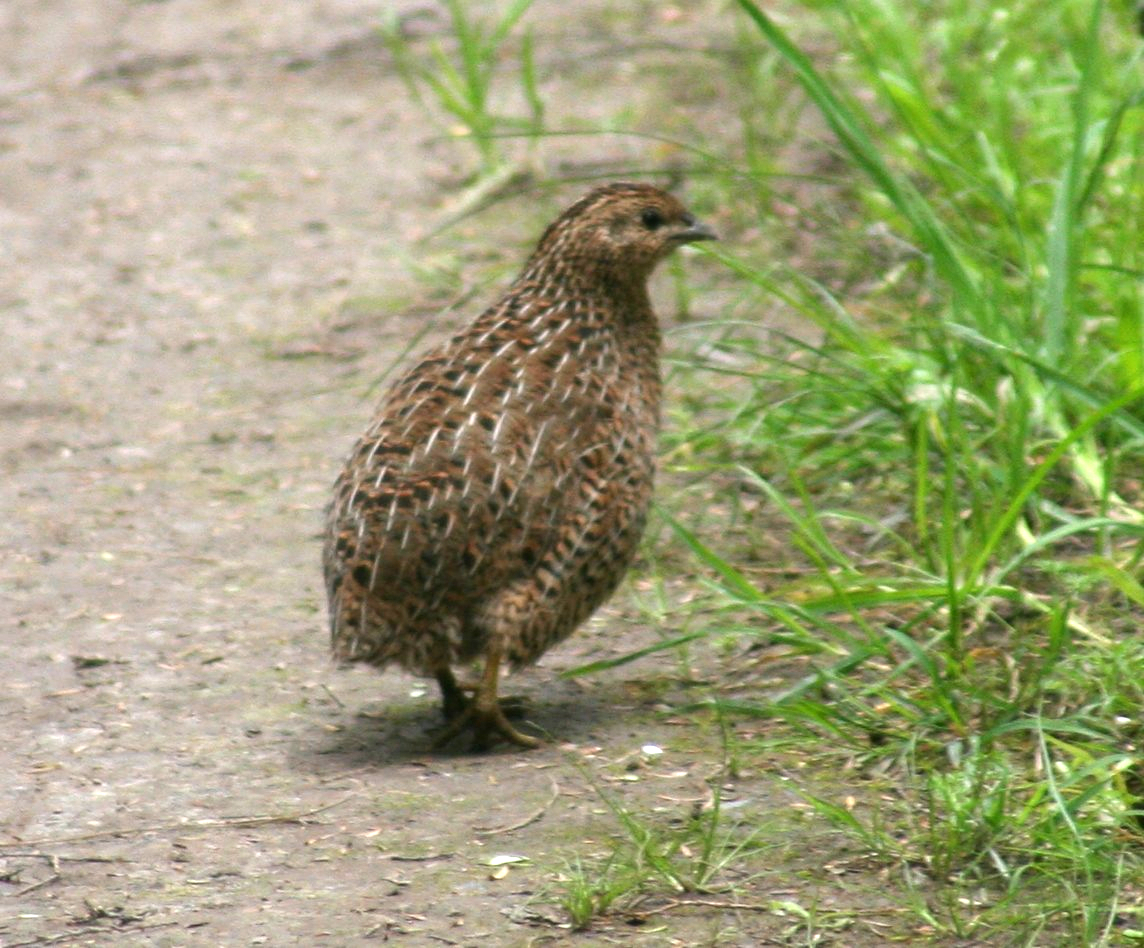

메추라기류(quail)란 메추라기 및 그와 비슷하게 생긴 닭목의 종을 총칭하는 말이다. 세가락메추라기류는 닭목이 아니므로 포함되지 않는다. 꿩과 또는 신대륙메추라기과에 속한다.

## 예시
- 메추라기(일본메추라기)
- 상투메추라기(캘리포니아메추라기)
- 신대륙메추라기과

## 활용
메추라기류의 알을 메추리알이라고 한다. 한국에서는 장조림용으로 먹는다.

## 같이 보기
- 메추리알